# 印旛医科器械歴史資料館
印旛医科器械歴史資料館（いんばいかきかいれきししりょうかん）は、千葉県印西市（千葉ニュータウン）にある医療機器関連資料を展示･保存している資料館である。

## 概要
1974年4月2日に、日本医科器械学会（現：日本医療機器学会）のもとで、医療機器の歴史的な機器･文書資料を収集管理し、一般市民が広く医療機器を理解することを目的として設立された。現在の全資料数は8000点を越え、この種の資料館としては世界最大である。毎週の月･水・金の3日間が開館日であり、入場料は無料である。毎月第一月曜日には、特別に説明員が駐在する。
なお、現在の建物は以前消防署として利用されていたものであり、周辺にはドクターヘリの基幹病院である日本医科大学千葉北総病院をはじめ、日本医科大学看護専門学校などがある。

## 展示物
10の部屋に分かれて、分野ごとに展示されている。

1.心臓関連 2.手術台・消毒器・無影灯 3.患者監視装置・臓器保存装置・レントゲン・他
4.顕微鏡・眼科器械・ミクロトーム・天秤・他 5.保育器, 6.電気メス 7.心電計・脳波計・他
8.麻酔器・肺機能検査器・酸素テント・他 9.透析装置・内視鏡・内科・外科各種手術器具・麻酔関連・他
10.低周波治療器・他
ほかに、特設展示もなされている。

## 交通アクセス
- 北総線 印旛日本医大駅下車。徒歩1分。
- 車の場合、国道464号線でアクセス可能。